# The House of Blue Light
The House of Blue Light (englisch für „Das Blaulichthaus“) ist das zwölfte Studioalbum der englischen Hard-Rock-Band Deep Purple und wurde am 12. Januar 1987 veröffentlicht. Es handelt sich um das zweite Album, das mit der wiedervereinigten Mark-II-Besetzung aufgenommen wurde.

## Hintergrund
Die Band traf sich zum Jahreswechsel 1985/1986 in Connecticut, um an neuen Songs zu arbeiten. Mit dem Album wollte die Band musikalisch wieder risikofreudiger werden. Bei der Produktion benutzte Blackmore erstmals einen Gitarrensynthesizer, und Paice setzte elektronisches Schlagzeug (The Unwritten Law) ein. Das Einspielen des Albums nahm eine lange Zeit in Anspruch. Im Januar 1987 war das Ergebnis dieses Treffens das Album The House Of Blue Light, das nach einer Textpassage des Titels Speed King aus dem Jahre 1970 benannt wurde. Ritchie Blackmore sagte, dass ein Großteil der LP neu aufgenommen wurde. Nach der Fertigstellung ging die Band auf Welttournee. Auf der House-of-Blue-Light-Tour wurde ein Live-Album mit dem Titel Nobody’s Perfect mitgeschnitten. Innerhalb der Gruppe gab es bereits länger Streitigkeiten, weshalb Gillan, dem das Album The House of Blue Light nicht gefiel, die Gruppe verließ. Er wurde später durch Joe Lynn Turner ersetzt.
Das Album wurde im Playhouse in Vermont von Nick Blagona, assistiert von Guy Charbonneau, aufgenommen. Abgemischt wurde in den Union Studios in München von Harry Schnitzler, nachbearbeitet in den Sterling Studios in New York von Greg Calbi.
Einige Stücke auf der LP-Version sind kürzer als die der Original-CD von 1987. Die CD Ausgabe von 1999 wurde von den originalen Vinyl-Master-Bändern remastered, sodass ihre Laufzeit ebenfalls entsprechend kürzer als die der Original-CD-Version ist. Dieses von einigen Künstlern zu dieser Zeit verwendete System sollte den Verkauf der damals noch auf dem Vormarsch befindlichen CD fördern.

## Titelliste
Hier wird die Titellänge der LP und der aktuellen CD-Versionen genannt, die Länge der CD-Version von 1987 ist in Klammern angegeben.
1. Bad Attitude (Ritchie Blackmore, Ian Gillan, Roger Glover, Jon Lord) – 4:43 (5:04)
2. The Unwritten Law (Ritchie Blackmore, Ian Gillan, Roger Glover, Ian Paice) – 4:34 (4:54)
3. Call of the Wild (Ian Gillan, Ritchie Blackmore, Roger Glover, Jon Lord) – 4:50 (4:48)
4. Mad Dog (Ritchie Blackmore, Ian Gillan, Roger Glover) – 4:29 (4:36)
5. Black and White (Ritchie Blackmore, Ian Gillan, Roger Glover, Jon Lord) – 3:39 (4:39)
6. Hard Lovin’ Woman (Ritchie Blackmore, Ian Gillan, Roger Glover) – 3:24 (3:25)
7. The Spanish Archer (Ritchie Blackmore, Ian Gillan, Roger Glover) – 4:56 (5:32)
8. Strangeways (Ritchie Blackmore, Ian Gillan, Roger Glover) – 5:56 (7:35)
9. Mitzi Dupree (Ritchie Blackmore, Ian Gillan, Roger Glover) – 5:03 (5:05)
10. Dead or Alive (Ritchie Blackmore, Ian Gillan, Roger Glover) – 4:42 (5:01)

## Rezeption

### Rezensionen
Das Magazin Rolling Stone schreibt in seiner Besprechung:
The House of Blue Light … ist sicherlich eine deutliche Verbesserung gegenüber dem lauwarmen Comeback Perfect Strangers von 1984. So gut war die Band, mit Ausnahme von ein paar Blindgängern auf der Seite zwei, seit ihren Smoke on the Water-Jugendtagen nicht mehr.
Und weiter:
Glücklicherweise verdeckt das Crash ’n’ Burn die meisten lyrischen Peinlichkeiten des Albums. … Und abgesehen von der eher purpurroten Poesie, ist The House of Blue Light eine überraschend starke Rückkehr aus den Teergruben. Es gibt kein Smoke on the Water, aber Deep Purple bereitet immer noch ein recht gutes Feuer.

### Charts und Chartplatzierungen
| ChartsChartplatzierungen       | Höchstplatzierung | Wochen/ Monate |
| ------------------------------ | ----------------- | -------------- |
| Deutschland (GfK)              | 1 (17 Wo.)        | 17 Wo.         |
| Österreich (Ö3)                | 11 (2 Mt.)        | 2 Mt.          |
| Schweiz (IFPI)                 | 3 (13 Wo.)        | 13 Wo.         |
| Vereinigtes Königreich (OCC)   | 10 (9 Wo.)        | 9 Wo.          |
| Vereinigte Staaten (Billboard) | 34 (22 Wo.)       | 22 Wo.         |

| ChartsJahrescharts (1987) | Platzierung |
| ------------------------- | ----------- |
| Deutschland (GfK)         | 49          |

### Auszeichnungen für Musikverkäufe
| Land/Region                  | Auszeichnungen für Musikverkäufe (Land/Region, Auszeichnung, Verkäufe) | Verkäufe |
| ---------------------------- | ---------------------------------------------------------------------- | -------- |
| Kanada (MC)                  | Gold                                                                   | 50.000   |
| Schweiz (IFPI)               | Gold                                                                   | 25.000   |
| Vereinigtes Königreich (BPI) | Silber                                                                 | 60.000   |
| Insgesamt                    | 1× Silber · 2× Gold ·                                                  | 135.000  |